# تيموثي ماك
تيموثي ماك (بالإنجليزية: Timothy Mack) هو منافس ألعاب قوى أمريكي، ولد في 15 سبتمبر 1972 في كليفلاند في الولايات المتحدة.

## وصلات خارجية
- تيموثي ماك على موقع الاتحاد الدولي لألعاب القوى (الإنجليزية)
- تيموثي ماك على موقع الاتحاد الأمريكي لسباقات المضمار والميدان (الإنجليزية)
- تيموثي ماك على موقع الدوري الماسي (الإنجليزية)
- تيموثي ماك على موقع أوليمبيديا (الإنجليزية)
- تيموثي ماك على موقع اللجنة الأولمبية والبارالمبية الأمريكية (الإنجليزية)